# 商務庁長官
商務庁長官（しょうむちょうちょうかん、英語: President of the Board of Trade）は、イギリス枢密院の委員会である商務庁の長。商務庁は17世紀に臨時の調査委員会として創設されたが、やがて多くの機能を有する行政組織に発展していった。

## 歴史
商務庁と似た部門がはじめて創設されたのは1655年のことであり、オリバー・クロムウェルはこの年に息子リチャード・クロムウェルを枢密院、裁判官、商人で構成される、貿易促進をはかるための委員会の会長に任命した。その後、イングランド国王チャールズ2世は1660年11月7日に商務委員会を、12月1日に拓殖委員会を創設、続いて1672年9月16日に2委員会を商務・拓殖庁（Board of Trade and Plantations）に合併した。
1696年に商務庁が再び創設されたとき、委員数は15名（後に16名に変更）であり、うち7名（後に8名に変更）が国務大官で、それ以外の8名が実際に業務に取り組む委員だった。実際に業務に取り組む委員8名のうち1人が委員会の長官とされ、一般的には第一商務卿（First Lord of Trade）として知られる。商務庁は1782年7月11日に一旦廃止されたが、1784年3月5日には枢密院で同様の目的を有する委員会が創設され、1786年8月23日にはそれまでの商務庁よりも商務に集中して取り組む委員会が創設された。創設直後の内閣では商務庁長官を閣僚とするものと、閣僚としないものが混在したが、19世紀初期以降は閣僚とすることが定着した。

## 商務庁長官の一覧

### 第一商務卿（First Lord of Trade、1672年 – 1782年）
| 名前 | 名前                                   | 画像 | 就任           | 離任           |
| ---- | -------------------------------------- | ---- | -------------- | -------------- |
|      | シャフツベリ伯爵                       |      | 1672年9月16日  | 1676年         |
|      | ブリッジウォーター伯爵                 |      | 1695年12月16日 | 1699年6月9日   |
|      | スタンフォード伯爵                     |      | 1699年6月9日   | 1702年6月19日  |
|      | ウェイマス子爵                         |      | 1702年6月19日  | 1705年         |
|      | スタンフォード伯爵                     |      | 1705年         | 1711年6月12日  |
|      | ウィンチルシー伯爵                     |      | 1711年6月12日  | 1713年9月15日  |
|      | ギルフォード男爵                       |      | 1713年9月15日  | 1714年9月      |
|      | ストラットンのバークリー男爵           |      | 1714年9月      | 1715年5月12日  |
|      | サフォーク伯爵                         |      | 1715年5月12日  | 1718年1月31日  |
|      | ホルダーネス伯爵                       |      | 1718年1月31日  | 1719年5月11日  |
|      | ウェストモーランド伯爵                 |      | 1719年5月11日  | 1735年5月      |
|      | フィッツウォルター伯爵                 |      | 1735年5月      | 1737年6月      |
|      | モンソン男爵                           |      | 1737年6月      | 1748年11月1日  |
|      | ハリファックス伯爵                     |      | 1748年11月1日  | 1761年3月21日  |
|      | サンズ男爵                             |      | 1761年3月21日  | 1763年3月1日   |
|      | チャールズ・タウンゼンド               |      | 1763年3月1日   | 1763年4月20日  |
|      | シェルバーン伯爵                       |      | 1763年4月20日  | 1763年9月9日   |
|      | ヒルズバラ伯爵                         |      | 1763年9月9日   | 1765年7月20日  |
|      | ダートマス伯爵                         |      | 1765年7月20日  | 1766年8月16日  |
|      | ヒルズバラ伯爵                         |      | 1766年8月16日  | 1766年12月     |
|      | クレア子爵                             |      | 1767年1月19日  | 1768年1月20日  |
|      | ヒルズバラ伯爵                         |      | 1768年1月20日  | 1772年8月31日  |
|      | ダートマス伯爵                         |      | 1772年8月31日  | 1775年11月10日 |
|      | ジョージ・サックヴィル＝ジャーメイン卿 |      | 1775年11月10日 | 1779年11月6日  |
|      | カーライル伯爵                         |      | 1779年11月6日  | 1780年12月9日  |
|      | グランサム男爵                         |      | 1780年12月9日  | 1782年7月11日  |

### 貿易・拓殖委員会会長（President of the Committee on Trade and Foreign Plantations、1784年 – 1786年）
| 名前 | 名前         | 画像 | 就任         | 離任          | 政党       | 首相 | 首相     |
| ---- | ------------ | ---- | ------------ | ------------- | ---------- | ---- | -------- |
|      | シドニー男爵 |      | 1784年3月5日 | 1786年8月23日 | ホイッグ党 |      | 小ピット |

### 商務庁長官（President of the Board of Trade、1786年 – ）
| 名前                                           | 名前                                         | 画像                                         | 就任                                     | 離任                                     | 政党               | 首相                                  | 首相                                                |
| ---------------------------------------------- | -------------------------------------------- | -------------------------------------------- | ---------------------------------------- | ---------------------------------------- | ------------------ | ------------------------------------- | --------------------------------------------------- |
|                                                | リヴァプール伯爵                             |                                              | 1786年8月23日                            | 1804年6月7日                             | トーリー党         |                                       | 小ピット                                            |
|                                                | リヴァプール伯爵                             | ヘンリー・アディントン                       | 1786年8月23日                            | 1804年6月7日                             | トーリー党         |                                       |                                                     |
|                                                | モントローズ公爵                             |                                              | 1804年6月7日                             | 1806年2月5日                             | トーリー党         |                                       | 小ピット                                            |
|                                                | オークランド男爵                             |                                              | 1806年2月5日                             | 1807年3月31日                            |                    |                                       | グレンヴィル男爵 （挙国人材内閣）                   |
|                                                | バサースト伯爵                               |                                              | 1807年3月31日                            | 1812年9月29日                            | トーリー党         |                                       | ポートランド公爵                                    |
|                                                | バサースト伯爵                               | スペンサー・パーシヴァル                     | 1807年3月31日                            | 1812年9月29日                            | トーリー党         |                                       |                                                     |
|                                                | バサースト伯爵                               | リヴァプール伯爵                             | 1807年3月31日                            | 1812年9月29日                            | トーリー党         |                                       |                                                     |
|                                                | クランカーティ伯爵                           |                                              | 1812年9月29日                            | 1818年1月24日                            | トーリー党         |                                       |                                                     |
|                                                | フレデリック・ジョン・ロビンソン             |                                              | 1818年1月24日                            | 1823年2月21日                            | トーリー党         |                                       |                                                     |
|                                                | ウィリアム・ハスキソン                       |                                              | 1823年2月21日                            | 1827年9月4日                             | トーリー党         |                                       |                                                     |
|                                                | ウィリアム・ハスキソン                       | ジョージ・カニング                           | 1823年2月21日                            | 1827年9月4日                             | トーリー党         |                                       |                                                     |
|                                                | チャールズ・グラント                         |                                              | 1827年9月4日                             | 1828年6月11日                            | トーリー党         |                                       | ゴドリッチ子爵                                      |
|                                                | チャールズ・グラント                         | ウェリントン公爵                             | 1827年9月4日                             | 1828年6月11日                            | トーリー党         |                                       |                                                     |
|                                                | ウィリアム・ヴェジー＝フィッツジェラルド     |                                              | 1828年6月11日                            | 1830年2月2日                             | トーリー党         |                                       |                                                     |
|                                                | ジョン・チャールズ・ヘリーズ                 |                                              | 1830年2月2日                             | 1830年11月22日                           | トーリー党         |                                       |                                                     |
|                                                | オークランド男爵                             |                                              | 1830年11月22日                           | 1834年6月5日                             | ホイッグ党         |                                       | グレイ伯爵                                          |
|                                                | オークランド男爵                             | メルバーン子爵                               | 1830年11月22日                           | 1834年6月5日                             | ホイッグ党         |                                       |                                                     |
|                                                | チャールズ・ポーレット・トムソン             |                                              | 1834年6月5日                             | 1834年11月14日                           | ホイッグ党         |                                       |                                                     |
|                                                | アレクサンダー・ベアリング                   |                                              | 1834年12月15日                           | 1835年4月8日                             | トーリー党         |                                       | ウェリントン公爵                                    |
|                                                | アレクサンダー・ベアリング                   | サー・ロバート・ピール                       | 1834年12月15日                           | 1835年4月8日                             | トーリー党         |                                       |                                                     |
|                                                | チャールズ・ポーレット・トムソン             |                                              | 1835年4月8日                             | 1839年8月29日                            | ホイッグ党         |                                       | メルバーン子爵                                      |
|                                                | ヘンリー・ラブーシェア                       |                                              | 1839年8月29日                            | 1841年8月30日                            | ホイッグ党         |                                       | メルバーン子爵                                      |
|                                                | リポン伯爵                                   |                                              | 1841年9月3日                             | 1843年5月15日                            | 保守党             |                                       | サー・ロバート・ピール                              |
|                                                | ウィリアム・グラッドストン                   |                                              | 1843年5月15日                            | 1845年2月5日                             | 保守党             |                                       | サー・ロバート・ピール                              |
|                                                | ダルハウジー伯爵                             |                                              | 1845年2月5日                             | 1846年6月27日                            | 保守党             |                                       | サー・ロバート・ピール                              |
|                                                | クラレンドン伯爵                             |                                              | 1846年7月6日                             | 1847年7月22日                            | ホイッグ党         |                                       | ジョン・ラッセル卿                                  |
|                                                | ヘンリー・ラブーシェア                       |                                              | 1847年7月22日                            | 1852年2月21日                            | ホイッグ党         |                                       | ジョン・ラッセル卿                                  |
|                                                | J・W・ヘンリー                               |                                              | 1852年2月27日                            | 1852年12月17日                           | 保守党             |                                       | ダービー伯爵                                        |
|                                                | エドワード・カードウェル                     |                                              | 1852年12月28日                           | 1855年3月31日                            | ピール派           |                                       | アバディーン伯爵 （連立政権）                       |
|                                                | アルダーリーのスタンリー男爵                 |                                              | 1855年3月31日                            | 1858年2月21日                            | ホイッグ党         |                                       | パーマストン子爵                                    |
|                                                | J・W・ヘンリー                               |                                              | 1858年2月26日                            | 1859年3月3日                             | 保守党             |                                       | ダービー伯爵                                        |
|                                                | ドナウモア伯爵                               |                                              | 1859年3月3日                             | 1859年6月11日                            | 保守党             |                                       | ダービー伯爵                                        |
|                                                | トマス・ミルナー・ギブソン                   |                                              | 1859年7月6日                             | 1866年6月26日                            | 自由党             |                                       | パーマストン子爵                                    |
|                                                | トマス・ミルナー・ギブソン                   | ラッセル伯爵                                 | 1859年7月6日                             | 1866年6月26日                            | 自由党             |                                       |                                                     |
|                                                | サー・スタッフォード・ノースコート準男爵     |                                              | 1866年7月6日                             | 1867年3月8日                             | 保守党             |                                       | ダービー伯爵                                        |
|                                                | リッチモンド公爵                             |                                              | 1867年3月8日                             | 1868年12月1日                            | 保守党             |                                       | ダービー伯爵                                        |
|                                                | リッチモンド公爵                             | ベンジャミン・ディズレーリ                   | 1867年3月8日                             | 1868年12月1日                            | 保守党             |                                       |                                                     |
|                                                | ジョン・ブライト                             |                                              | 1868年12月9日                            | 1871年1月14日                            | 自由党             |                                       | ウィリアム・グラッドストン                          |
|                                                | チチェスター・パーキンソン＝フォーテスキュー |                                              | 1871年1月14日                            | 1874年2月17日                            | 自由党             |                                       | ウィリアム・グラッドストン                          |
|                                                | サー・チャールズ・アダーリー                 |                                              | 1874年2月21日                            | 1878年4月4日                             | 保守党             |                                       | ベンジャミン・ディズレーリ                          |
|                                                | サンドン子爵                                 |                                              | 1878年4月4日                             | 1880年4月21日                            | 保守党             |                                       | ベンジャミン・ディズレーリ                          |
|                                                | ジョゼフ・チェンバレン                       |                                              | 1880年5月3日                             | 1885年6月9日                             | 自由党             |                                       | ウィリアム・グラッドストン                          |
|                                                | リッチモンド公爵                             |                                              | 1885年6月24日                            | 1885年8月19日                            | 保守党             |                                       | ソールズベリー侯爵                                  |
|                                                | エドワード・スタンホープ                     |                                              | 1885年8月19日                            | 1886年1月28日                            | 保守党             |                                       | ソールズベリー侯爵                                  |
|                                                | A・J・マンデラ                               |                                              | 1886年2月17日                            | 1886年7月20日                            | 自由党             |                                       | ウィリアム・グラッドストン                          |
|                                                | プレストンのスタンリー男爵                   |                                              | 1886年8月3日                             | 1888年2月21日                            | 保守党             |                                       | ソールズベリー侯爵                                  |
|                                                | サー・マイケル・ヒックス・ビーチ準男爵       |                                              | 1888年2月21日                            | 1892年8月11日                            | 保守党             |                                       | ソールズベリー侯爵                                  |
|                                                | A・J・マンデラ                               |                                              | 1892年8月18日                            | 1894年5月28日                            | 自由党             |                                       | ウィリアム・グラッドストン                          |
|                                                | ジェームズ・ブライス                         |                                              | 1894年5月28日                            | 1895年6月21日                            | 自由党             |                                       | ローズベリー伯爵                                    |
|                                                | チャールズ・リッチー                         |                                              | 1895年6月29日                            | 1900年11月7日                            | 保守党             |                                       | ソールズベリー侯爵                                  |
|                                                | ジェラルド・バルフォア                       |                                              | 1900年11月7日                            | 1905年3月12日                            | 保守党             |                                       | ソールズベリー侯爵                                  |
|                                                | ジェラルド・バルフォア                       | アーサー・バルフォア                         | 1900年11月7日                            | 1905年3月12日                            | 保守党             |                                       |                                                     |
|                                                | ソールズベリー侯爵                           |                                              | 1905年3月12日                            | 1905年12月4日                            | 保守党             |                                       |                                                     |
|                                                | デビッド・ロイド・ジョージ                   |                                              | 1905年12月10日                           | 1908年4月12日                            | 自由党             |                                       | サー・ヘンリー・キャンベル＝バナマン                |
|                                                | ウィンストン・チャーチル                     |                                              | 1908年4月12日                            | 1910年2月14日                            | 自由党             |                                       | ハーバート・ヘンリー・アスキス                      |
|                                                | シドニー・バックストン                       |                                              | 1910年2月14日                            | 1914年2月11日                            | 自由党             |                                       | ハーバート・ヘンリー・アスキス                      |
|                                                | ジョン・バーンズ                             |                                              | 1914年2月11日                            | 1914年8月5日                             | 自由党             |                                       | ハーバート・ヘンリー・アスキス                      |
|                                                | ウォルター・ランチマン                       |                                              | 1914年8月5日                             | 1916年12月5日                            | 自由党             |                                       | ハーバート・ヘンリー・アスキス                      |
|                                                | サー・アルバート・スタンリー                 |                                              | 1916年12月10日                           | 1919年5月26日                            | 保守党             |                                       | デビッド・ロイド・ジョージ （連立政権）             |
|                                                | サー・オークランド・ゲッデス                 |                                              | 1919年5月26日                            | 1920年3月19日                            | 保守党             |                                       | デビッド・ロイド・ジョージ （連立政権）             |
|                                                | サー・ロバート・ホーン                       |                                              | 1920年3月19日                            | 1921年4月1日                             | 保守党             |                                       | デビッド・ロイド・ジョージ （連立政権）             |
|                                                | スタンリー・ボールドウィン                   |                                              | 1921年4月1日                             | 1922年10月19日                           | 保守党             |                                       | デビッド・ロイド・ジョージ （連立政権）             |
|                                                | サー・フィリップ・カンリフ＝リスター         |                                              | 1922年10月24日                           | 1924年1月22日                            | 保守党             |                                       | ボナー・ロー                                        |
|                                                | サー・フィリップ・カンリフ＝リスター         | スタンリー・ボールドウィン                   | 1922年10月24日                           | 1924年1月22日                            | 保守党             |                                       |                                                     |
|                                                | シドニー・ウェッブ                           |                                              | 1924年1月22日                            | 1924年11月3日                            | 労働党             |                                       | ラムゼイ・マクドナルド                              |
|                                                | サー・フィリップ・カンリフ＝リスター         |                                              | 1924年11月6日                            | 1929年6月4日                             | 保守党             |                                       | スタンリー・ボールドウィン                          |
|                                                | ウィリアム・グラハム                         |                                              | 1929年6月7日                             | 1931年8月24日                            | 労働党             |                                       | ラムゼイ・マクドナルド                              |
|                                                | サー・フィリップ・カンリフ＝リスター         |                                              | 1931年8月25日                            | 1931年11月5日                            | 保守党             |                                       | ラムゼイ・マクドナルド （第1次挙国内閣）            |
|                                                | ウォルター・ランチマン                       |                                              | 1931年11月5日                            | 1937年5月28日                            | 国民自由党         |                                       | ラムゼイ・マクドナルド （第2次挙国内閣）            |
|                                                | ウォルター・ランチマン                       | スタンリー・ボールドウィン （第3次挙国内閣） | 1931年11月5日                            | 1937年5月28日                            | 国民自由党         |                                       |                                                     |
|                                                | オリヴァー・スタンリー                       |                                              | 1937年5月28日                            | 1940年1月5日                             | 保守党             |                                       | ネヴィル・チェンバレン （第4次挙国内閣、 戦時内閣） |
|                                                | サー・アンドリュー・ダンカン                 |                                              | 1940年1月5日                             | 1940年10月3日                            | 無所属             |                                       | ネヴィル・チェンバレン （第4次挙国内閣、 戦時内閣） |
|                                                | オリヴァー・リトルトン                       |                                              | 1940年10月3日                            | 1941年6月29日                            | 保守党             |                                       | ウィンストン・チャーチル （戦時内閣）               |
|                                                | サー・アンドリュー・ダンカン                 |                                              | 1941年6月29日                            | 1942年2月4日                             | 無所属             |                                       | ウィンストン・チャーチル （戦時内閣）               |
|                                                | ジョン・ルウェリン                           |                                              | 1942年2月4日                             | 1942年2月22日                            | 保守党             |                                       | ウィンストン・チャーチル （戦時内閣）               |
|                                                | ヒュー・ダルトン                             |                                              | 1942年2月22日                            | 1945年5月23日                            | 労働党             |                                       | ウィンストン・チャーチル （戦時内閣）               |
|                                                | オリヴァー・リトルトン                       |                                              | 1945年5月25日                            | 1945年7月26日                            | 保守党             | ウィンストン・チャーチル （暫定内閣） |                                                     |
|                                                | サー・スタッフォード・クリップス             |                                              | 1945年7月27日                            | 1947年9月29日                            | 労働党             |                                       | クレメント・アトリー                                |
|                                                | ハロルド・ウィルソン                         |                                              | 1947年9月29日                            | 1951年4月23日                            | 労働党             |                                       | クレメント・アトリー                                |
|                                                | サー・ハートリー・ショークロス               |                                              | 1951年4月24日                            | 1951年10月26日                           | 労働党             |                                       | クレメント・アトリー                                |
|                                                | ピーター・ソーニークロフト                   |                                              | 1951年10月30日                           | 1957年1月13日                            | 保守党             |                                       | サー・ウィンストン・チャーチル                      |
|                                                | ピーター・ソーニークロフト                   | サー・アンソニー・イーデン                   | 1951年10月30日                           | 1957年1月13日                            | 保守党             |                                       |                                                     |
|                                                | サー・デイヴィッド・エクルズ                 |                                              | 1957年1月13日                            | 1959年10月14日                           | 保守党             |                                       | ハロルド・マクミラン                                |
|                                                | レジナルド・モードリング                     |                                              | 1959年10月14日                           | 1961年10月9日                            | 保守党             |                                       | ハロルド・マクミラン                                |
|                                                | フレデリック・エロル                         |                                              | 1961年10月9日                            | 1963年10月20日                           | 保守党             |                                       | ハロルド・マクミラン                                |
| 貿易・産業・地域開発大臣と兼任                 | 貿易・産業・地域開発大臣と兼任               | 貿易・産業・地域開発大臣と兼任               | 貿易・産業・地域開発大臣と兼任           | 貿易・産業・地域開発大臣と兼任           | 保守党             |                                       | アレック・ダグラス＝ヒューム                        |
|                                                | エドワード・ヒース                           |                                              | 1963年10月20日                           | 1964年10月16日                           | 保守党             |                                       | アレック・ダグラス＝ヒューム                        |
| 兼任なし                                       | 兼任なし                                     | 兼任なし                                     | 兼任なし                                 | 兼任なし                                 | 労働党             |                                       | ハロルド・ウィルソン                                |
|                                                | ダグラス・ジェイ                             |                                              | 1964年10月18日                           | 1967年8月29日                            | 労働党             |                                       | ハロルド・ウィルソン                                |
|                                                | アンソニー・クロスランド                     |                                              | 1967年8月29日                            | 1969年10月6日                            | 労働党             |                                       | ハロルド・ウィルソン                                |
|                                                | ロイ・メイソン                               |                                              | 1969年10月6日                            | 1970年6月19日                            | 労働党             |                                       | ハロルド・ウィルソン                                |
|                                                | マイケル・ノーブル                           |                                              | 1970年6月20日                            | 1970年10月15日                           | 保守党             |                                       | エドワード・ヒース                                  |
| 貿易産業大臣と兼任                             |                                              |                                              |                                          |                                          | 保守党             |                                       | エドワード・ヒース                                  |
|                                                | ジョン・デイビス                             |                                              | 1970年10月15日                           | 1972年11月5日                            | 保守党             |                                       | エドワード・ヒース                                  |
|                                                | ピーター・ウォーカー                         |                                              | 1972年11月5日                            | 1974年3月4日                             | 保守党             |                                       | エドワード・ヒース                                  |
| 貿易大臣と兼任                                 | 貿易大臣と兼任                               | 貿易大臣と兼任                               | 貿易大臣と兼任                           | 貿易大臣と兼任                           | 労働党             |                                       | ハロルド・ウィルソン                                |
|                                                | ピーター・ショア                             |                                              | 1974年3月5日                             | 1976年4月8日                             | 労働党             |                                       | ハロルド・ウィルソン                                |
|                                                | エドマンド・デル                             |                                              | 1976年4月8日                             | 1978年11月11日                           | 労働党             |                                       | ジェームズ・キャラハン                              |
|                                                | ジョン・スミス                               |                                              | 1978年11月11日                           | 1979年5月4日                             | 労働党             |                                       | ジェームズ・キャラハン                              |
|                                                | ジョン・ノット                               |                                              | 1979年5月5日                             | 1981年1月5日                             | 保守党             |                                       | マーガレット・サッチャー                            |
|                                                | ジョン・ビッフェン                           |                                              | 1981年1月5日                             | 1982年4月6日                             | 保守党             |                                       | マーガレット・サッチャー                            |
|                                                | コックフィールド男爵                         |                                              | 1982年4月6日                             | 1983年6月12日                            | 保守党             |                                       | マーガレット・サッチャー                            |
| 貿易産業大臣と兼任                             |                                              |                                              |                                          |                                          | 保守党             |                                       | マーガレット・サッチャー                            |
|                                                | セシル・パーキンソン                         |                                              | 1983年6月12日                            | 1983年10月11日                           | 保守党             |                                       | マーガレット・サッチャー                            |
|                                                | ノーマン・テビット                           |                                              | 1983年10月16日                           | 1985年9月2日                             | 保守党             |                                       | マーガレット・サッチャー                            |
|                                                | レオン・ブリタン                             |                                              | 1985年9月2日                             | 1986年1月22日                            | 保守党             |                                       | マーガレット・サッチャー                            |
|                                                | ポール・シャノン                             |                                              | 1986年1月24日                            | 1987年6月13日                            | 保守党             |                                       | マーガレット・サッチャー                            |
|                                                | グラフハムのヤング男爵                       |                                              | 1987年6月13日                            | 1989年7月24日                            | 保守党             |                                       | マーガレット・サッチャー                            |
|                                                | ニコラス・リドリー                           |                                              | 1989年7月24日                            | 1990年7月13日                            | 保守党             |                                       | マーガレット・サッチャー                            |
|                                                | ピーター・リリー                             |                                              | 1990年7月14日                            | 1992年4月10日                            | 保守党             |                                       | マーガレット・サッチャー                            |
| 保守党                                         | ピーター・リリー                             |                                              | 1990年7月14日                            | 1992年4月10日                            | ジョン・メージャー |                                       |                                                     |
| 保守党                                         |                                              | マイケル・ヘーゼルタイン                     |                                          | 1992年4月10日                            | ジョン・メージャー | 1995年7月5日                          |                                                     |
| 保守党                                         |                                              | イアン・ラング                               |                                          | 1995年7月5日                             | ジョン・メージャー | 1997年5月2日                          |                                                     |
|                                                | マーガレット・ベケット                       |                                              | 1997年5月2日                             | 1998年7月27日                            | 労働党             |                                       | トニー・ブレア                                      |
|                                                | ピーター・マンデルソン                       |                                              | 1998年7月27日                            | 1998年12月23日                           | 労働党             |                                       | トニー・ブレア                                      |
|                                                | スティーブン・バイヤース                     |                                              | 1998年12月23日                           | 2001年6月8日                             | 労働党             |                                       | トニー・ブレア                                      |
|                                                | パトリシア・ヒューイット                     |                                              | 2001年6月8日                             | 2005年5月6日                             | 労働党             |                                       | トニー・ブレア                                      |
|                                                | アラン・ジョンソン                           |                                              | 2005年5月6日                             | 2006年5月5日                             | 労働党             |                                       | トニー・ブレア                                      |
|                                                | アリスター・ダーリング                       |                                              | 2006年5月5日                             | 2007年6月27日                            | 労働党             |                                       | トニー・ブレア                                      |
| ビジネス・企業および規制改革大臣と兼任         | ビジネス・企業および規制改革大臣と兼任       | ビジネス・企業および規制改革大臣と兼任       | ビジネス・企業および規制改革大臣と兼任   | ビジネス・企業および規制改革大臣と兼任   | 労働党             |                                       | ゴードン・ブラウン                                  |
|                                                | ジョン・ハットン                             |                                              | 2007年6月28日                            | 2008年10月3日                            | 労働党             |                                       | ゴードン・ブラウン                                  |
|                                                | マンデルソン男爵                             |                                              | 2008年10月3日                            | 2009年6月5日                             | 労働党             |                                       | ゴードン・ブラウン                                  |
| ビジネス・イノベーション・職業技能大臣と兼任   |                                              |                                              |                                          |                                          | 労働党             |                                       | ゴードン・ブラウン                                  |
|                                                | マンデルソン男爵                             |                                              | 2009年6月5日                             | 2010年5月12日                            | 労働党             |                                       | ゴードン・ブラウン                                  |
|                                                | ヴィンス・ケイブル                           |                                              | 2010年5月12日                            | 2015年5月8日                             | 自由民主党         |                                       | デーヴィッド・キャメロン （連立政権）               |
|                                                | サジード・ジャビド                           |                                              | 2015年5月11日                            | 2016年7月15日                            | 保守党             |                                       | デーヴィッド・キャメロン （第2次内閣）              |
| ビジネス・エネルギー・産業戦略大臣と兼任       | ビジネス・エネルギー・産業戦略大臣と兼任     | ビジネス・エネルギー・産業戦略大臣と兼任     | ビジネス・エネルギー・産業戦略大臣と兼任 | ビジネス・エネルギー・産業戦略大臣と兼任 | 保守党             |                                       | テリーザ・メイ                                      |
|                                                | グレッグ・クラーク                           |                                              | 2016年7月15日                            | 2016年7月19日                            | 保守党             |                                       | テリーザ・メイ                                      |
| 国際貿易大臣、のちビジネス・貿易担当大臣と兼任 |                                              |                                              |                                          |                                          | 保守党             |                                       | テリーザ・メイ                                      |
|                                                | リアム・フォックス                           |                                              | 2016年7月19日                            | 2019年7月24日                            | 保守党             |                                       | テリーザ・メイ                                      |
|                                                | リズ・トラス                                 |                                              | 2019年7月24日                            | 2021年9月15日                            | 保守党             | ボリス・ジョンソン                    |                                                     |
|                                                | アン＝マリー・トレベリアン                   |                                              | 2021年9月15日                            | 2022年9月6日                             | 保守党             | ボリス・ジョンソン                    |                                                     |
|                                                | ケミ・ベーデノック                           |                                              | 2022年9月6日                             | 2024年7月5日                             | 保守党             | リズ・トラス                          |                                                     |
| リシ・スナク                                   | ケミ・ベーデノック                           |                                              | 2022年9月6日                             | 2024年7月5日                             | 保守党             |                                       |                                                     |
|                                                | ジョナサン・レイノルズ                       |                                              | 2024年7月5日                             | 現職                                     | 労働党             |                                       | キア・スターマー                                    |